# Repubblica Autonoma di Naxçıvan

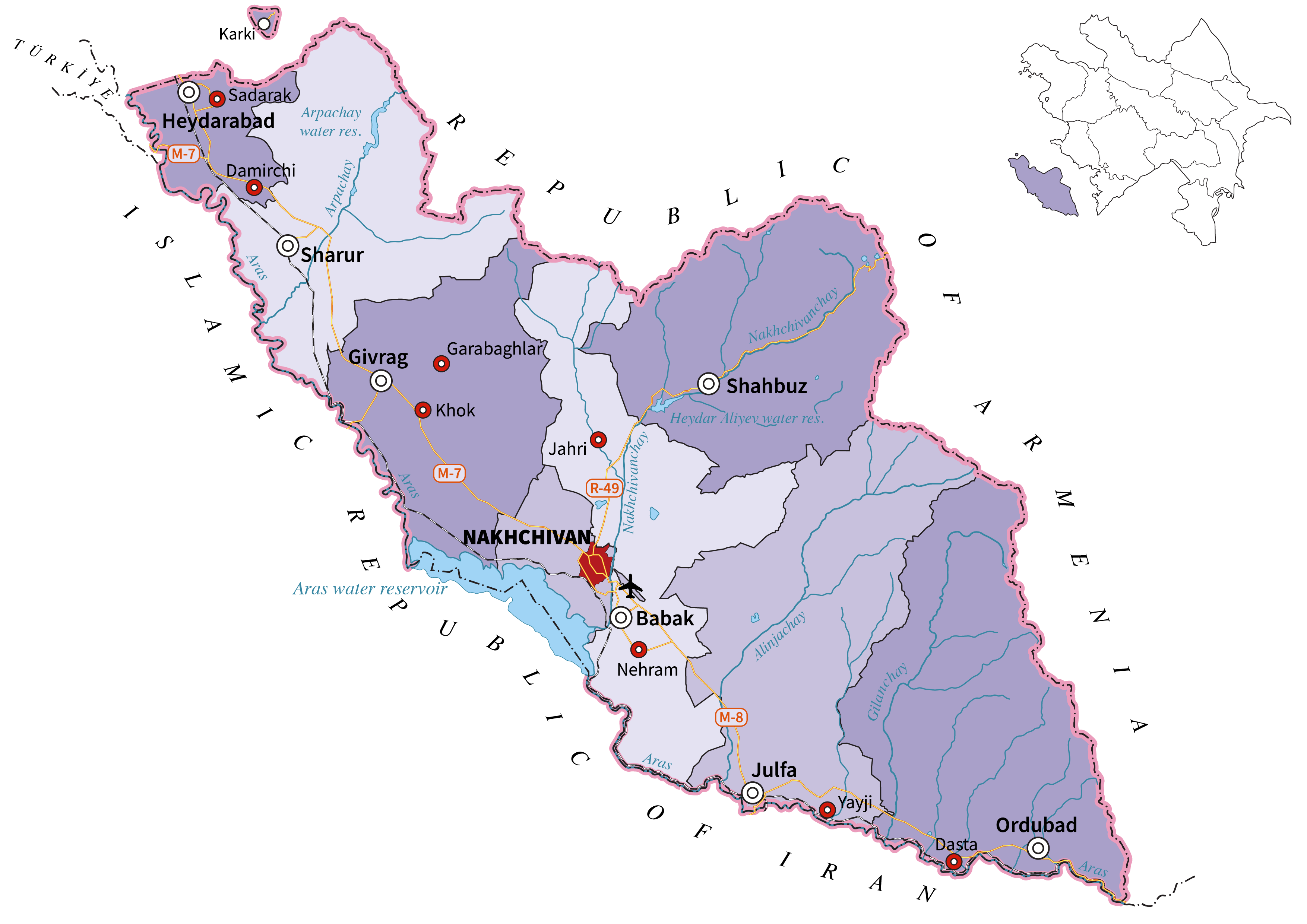

La Repubblica Autonoma di Naxçıvan (in azero Naxçıvan Muxtar Respublikası in russo Нахичеванская Автономная Республика / Nachičevanskaja Avtonomnaja Respublika) è un'exclave dell'Azerbaigian, di cui costituisce una regione autonoma. L'area di 5500 km² confina con l'Armenia (221 km), la Turchia (9 km) e l'Iran (179 km). Il territorio è noto anche come Nachičevan, Nachčivan, Nachicevan e Nakhichevan.

## Geografia
Il Naxçıvan è una regione semi-desertica; l'Armenia la separa dalla parte principale del territorio azero. Il suo confine con l'Armenia è costituito dai monti Zangezur, mentre quello con l'Iran è costituito dal fiume Aras.
È diviso in sette distretti (rajon) e una città: distretto di Babək, distretto di Culfa, distretto di Kəngərli, Naxçıvan, distretto di Ordubad, distretto di Sədərək, distretto di Şahbuz, distretto di Şərur.
La regione è estremamente arida e montuosa. La sua vetta più alta è il monte Kaputdjugh 3 904 m e il più caratteristico è il monte Ilandag alto 2 415 m, visibile dalla città di Naxçıvan. Il Qazangöldağ, 3 829 m, è un'altra vetta importante.

## Società

### Evoluzione demografica
Al 1º gennaio 2018, la popolazione del Naxçıvan è stimata in 452 831 abitanti. La maggior parte della popolazione è azera, che nel 1999 costituiva il 99% della popolazione, mentre i russi etnici (0,15%) e una minoranza di curdi (0,6%) costituivano il resto della popolazione.
I curdi del Naxçıvan si trovano principalmente nei distretti di Sədərək e Teyvaz. I restanti armeni sono stati espulsi dalle forze azere durante il conflitto del Nagorno Karabakh.

## Clima e risorse
La regione è estremamente arida e prevalentemente montagnosa, con grandi depositi di sale. Grazie all'irrigazione, l'agricoltura produce cotone, tabacco, grano e prodotti da floricoltura. Nelle aree più secche è importante l'allevamento delle pecore. L'attività estrattiva riguarda sale, molibdeno e piombo, mentre le industrie si occupano di lavorazione del cotone, filatura della seta, confezionamento della frutta e dei prodotti derivati dal tabacco.

## Storia
Secondo una leggenda, Noè fu il fondatore del Naxçıvan. Secondo i sostenitori di questa tesi, il termine Naxçıvan deriva da Nuhşijihan, che significa "colonia di Noè". Altri storici sostengono che il Naxçıvan deve la sua origine dalle antiche tribù Nakh (Vaynakh).
Dal punto di vista linguistico, comunque, Naxçıvan è una parola armena che significa letteralmente "l'alloggio della prima discesa". In armeno "Nakh" significa "primo", "ichnel" significa "scendere", e "otevan" significa "alloggio". Assieme queste parole formano il composto "Naxçıvan", che si dice sia il luogo dove Noè dormì, nella prima notte dopo la sua discesa dall'Ararat, storicamente il cuore dell'Armenia.
Devastato dai persiani nel IV secolo, il Naxçıvan perse la sua importanza, ma già nel X secolo si era ampiamente ripreso. La sua posizione geografica fu causa di frequenti sofferenze durante le guerre tra persiani, armeni e turchi, per poi finire in mani russe nel 1828.
Quando il Transcaucaso venne incorporato nell'URSS nel 1920/21, i confini tra le repubbliche di Azerbaigian, Armenia e Georgia non furono determinati immediatamente. Tracciare la frontiera tra Armenia e Azerbaigian e risolvere la disputa sullo status delle regioni del Nagorno Karabakh e del Naxçıvan fu la causa di gran parte dei ritardi. La lotta politica per il Nagorno Karabakh tra Armenia e Azerbaigian, richiese diversi anni per essere risolta dalla Autorità sovietica. Inizialmente la situazione favorì l'Armenia, poiché l'Azerbaigian nel dicembre 1920 (sotto la forte pressione sovietica) fece una dichiarazione secondo cui le regioni del Nagorno Karabakh, dello Zanghezur e del Naxçıvan sarebbero state tutte cedute all'Armenia. Stalin rese pubblica la decisione il 2 dicembre, ma l'Azerbaigian in seguito rinnegò la dichiarazione. Quattro mesi dopo la situazione girò in favore dell'Azerbaigian. 
Il 16 marzo 1921, un trattato tra Turchia e Unione Sovietica determinò che sia il Nagorno Karabakh sia il Naxçıvan sarebbero stati sotto amministrazione azera (lo Zanghezur comunque rimase all'Armenia, diventando infine le province di Syunik e Vayots Dzor). Questo cambiamento dei confini finì per rendere il Naxçıvan un'exclave. Nel 1924, il Naxçıvan ottenne lo status di Repubblica Autonoma, come concessione da parte di Stalin all'appena fondata Repubblica di Turchia di Mustafa Kemal Atatürk, che all'epoca era vista come un potenziale alleato.
Nel 1990, il Naxçıvan dichiarò, unilateralmente, l'indipendenza dall'URSS, ma in seguito divenne parte della Repubblica dell'Azerbaigian. Ci fu qualche lotta tra fazioni in Naxçıvan, durante la guerra armeno-azera sul Nagorno Karabakh, ma il Naxçıvan rimase fermamente sotto controllo azero. Oggi esiste, ed è riconosciuto internazionalmente, come parte dell'Azerbaigian, anche se gode di ampia autonomia sui suoi affari interni, ed ha un parlamento e un presidente localmente eletti. Pur godendo di relativa autonomia la Repubblica Autonoma è quindi un'exclave dell'Azerbaigian; a sua volta la Repubblica Autonoma ha una piccolissima enclave in territorio armeno con estensione territoriale di circa 19 km², il villaggio di Kərki, occupato dall'Armenia e rinominato dagli armeni come Tigranašen, che, dopo gli sconvolgimenti della guerra, è abitato soprattutto da Armeni, ma anche da rifugiati azeri.

## Dispute
- Un partito della coalizione di governo in Armenia, l'ARF sostiene che il Naxçıvan appartenga all'Armenia, rivendicandolo analogamente alla Repubblica dell'Artsakh.[6]
- Alla fine degli anni 1990, il parlamento del Naxçıvan approvò una risoluzione che chiedeva all'Azerbaigian di riconoscere la Repubblica Turca di Cipro Nord, a cui però non fece seguito alcun passo formale da parte del governo azero.[7]